# Saidul Ajaib
Saidul Ajaib è una suddivisione dell'India, classificata come census town, di 14.075 abitanti, situata nel distretto di Delhi Sud, nello territorio federato di Delhi. In base al numero di abitanti la città rientra nella classe IV (da 10.000 a 19.999 persone).

## Società

### Evoluzione demografica
Al censimento del 2001 la popolazione di Saidul Ajaib assommava a 14.075 persone, delle quali 8.504 maschi e 5.571 femmine. I bambini di età inferiore o uguale ai sei anni assommavano a 2.119, dei quali 1.089 maschi e 1.030 femmine. Infine, coloro che erano in grado di saper almeno leggere e scrivere erano 9.381, dei quali 6.327 maschi e 3.054 femmine.